# 遠田恵子
遠田 恵子（えんだ けいこ、1963年10月14日 - )は、日本のフリーアナウンサーで、元青森テレビアナウンサーである。青森県上北郡六ヶ所村出身。青森県立三本木高等学校卒業。
米国で日本語補習授業校教師、ラジオアナウンサーを経てフリーに。帰国後の1997年から15年間に渡り、NHKラジオ第一放送「ラジオあさいちばん」キャスターを務め、朝の声として親しまれた。
2007年からはフェリス女学院大学や放送大学などで、音声表現やスピーチ・コミュニケーションの非常勤講師を務める。桜美林大学老年学研究所の客員研究員も務めている。

## 出演番組
- トーク笑・なまるが勝ち
- ビッグモーニング
- おはようラジオワイド
- ラジオあさいちばん
- 聞いて聞かせて 〜ブラインド・ロービジョン・ネット〜
- ラジオ深夜便[4]